# Heidi Zeller-Bähler
Heidi Zeller-Bähler (ur. 25 lipca 1967 w Sigriswil) – szwajcarska narciarka alpejska, brązowa medalistka mistrzostw świata juniorów.

## Kariera
Po raz pierwszy na arenie międzynarodowej pojawiła się w 1984 roku, startując na mistrzostwach świata juniorów w Sugarloaf. Zdobyła tam brązowy medal w zjeździe, a w kombinacji była piąta. Podczas rozgrywanych rok później mistrzostw świata juniorów w Jasnej była piąta w zjeździe i gigancie.
W zawodach Pucharu Świata zadebiutowała 13 grudnia 1985 roku w Val d’Isère, gdzie zajęła 14. miejsce w zjeździe. Tym samym zdobyła pierwsze pucharowe punkty. Na podium zawodów tego cyklu pierwszy raz stanęła 9 marca 1986 roku w Sunshine, kończąc rywalizację w kombinacji na trzeciej pozycji. W zawodach tych wyprzedziły ją jedynie jej rodaczka, Maria Walliser i Traudl Hächer z RFN. W kolejnych startach jeszcze dwanaście razy stawała na podium zawodów pucharowych, odnosząc przy tym trzy zwycięstwa: 26 listopada 1994 roku w Park City i 4 grudnia 1994 roku w Vail wygrywała giganty, a 5 marca 1995 roku w Saalbach-Hinterglemm była najlepsza w supergigancie. W sezonie 1994/1995 zajęła trzecie miejsce w klasyfikacji generalnej, a w klasyfikacjach giganta i supergiganta była druga.
Wystartowała na igrzyskach olimpijskich w Albertville w 1992 roku, zajmując jedenaste miejsce w supergigancie, trzynaste w zjeździe i czternaste w kombinacji. Na rozgrywanych dwa lata później igrzyskach olimpijskich w Lillehammer zajęła 9. miejsce w gigancie, 16. w supergigancie i 28. miejsce w zjeździe. W międzyczasie zajęła czwartą pozycję w gigancie na mistrzostwach świata w Morioce w 1993 roku, przegrywając walkę o podium z Niemką Martiną Ertl o 0,37 sekundy. Ponadto zajęła siódme miejsce w zjeździe podczas mistrzostw świata w Sierra Nevada w 1996 roku i dziewiąte w tej konkurencji na mistrzostwach świata w Vail w 1989 roku.

## Osiągnięcia

### Igrzyska olimpijskie
| Miejsce | Dzień     | Rok  | Miejscowość | Konkurencja | Czas biegu | Strata     | Zwyciężczyni       |
| ------- | --------- | ---- | ----------- | ----------- | ---------- | ---------- | ------------------ |
| 14.     | 13 lutego | 1992 | Albertville | Kombinacja  | 2,55 pkt   | +66,52 pkt | Petra Kronberger   |
| 13.     | 15 lutego | 1992 | Albertville | Zjazd       | 1:52,55    | +2,18      | Kerrin Lee-Gartner |
| 11.     | 18 lutego | 1992 | Albertville | Supergigant | 1:21,22    | +3,29      | Deborah Compagnoni |
| 16.     | 15 lutego | 1994 | Lillehammer | Supergigant | 1:22,15    | +1,38      | Diann Roffe        |
| 28.     | 19 lutego | 1994 | Lillehammer | Zjazd       | 1:35,93    | +2,85      | Katja Seizinger    |
| 9.      | 24 lutego | 1994 | Lillehammer | Gigant      | 2:30,97    | +4,17      | Deborah Compagnoni |

### Mistrzostwa świata
| Miejsce | Dzień     | Rok  | Miejscowość   | Konkurencja | Czas biegu | Strata | Zwyciężczyni    |
| ------- | --------- | ---- | ------------- | ----------- | ---------- | ------ | --------------- |
| 9.      | 5 lutego  | 1989 | Vail          | Zjazd       | 1:46,50    | +2,10  | Maria Walliser  |
| 4.      | 10 lutego | 1993 | Morioka       | Gigant      | 2:17,59    | +1,48  | Carole Merle    |
| 15.     | 11 lutego | 1993 | Morioka       | Zjazd       | 1:27,38    | +1,36  | Kate Pace       |
| 19.     | 14 lutego | 1993 | Morioka       | Supergigant | 1:33,52    | +1,61  | Katja Seizinger |
| 14.     | 12 lutego | 1996 | Sierra Nevada | Supergigant | 1:21,00    | +1,57  | Isolde Kostner  |
| 7.      | 18 lutego | 1996 | Sierra Nevada | Zjazd       | 1:54,06    | +1,06  | Picabo Street   |

### Mistrzostwa świata juniorów
| Miejsce | Dzień     | Rok  | Miejscowość | Konkurencja | Czas biegu | Strata | Zwyciężczyni       |
| ------- | --------- | ---- | ----------- | ----------- | ---------- | ------ | ------------------ |
| 3.      | 1 marca   | 1984 | Sugarloaf   | Zjazd       | 1:32,49    | +0,92  | Marina Kiehl       |
| 13.     | 21 lutego | 1984 | Sugarloaf   | Gigant      | 2:23,08    | +4,55  | Mateja Svet        |
| 14.     | 23 lutego | 1984 | Sugarloaf   | Slalom      | 1:24,27    | +6,83  | Monika Maierhofer  |
| 5.      | 3 marca   | 1984 | Sugarloaf   | Kombinacja  | ?          | ?      | Veronika Wallinger |
| 5.      | 28 lutego | 1985 | Jasná       | Zjazd       | 1:22,12    | +1,05  | Astrid Geisler     |
| 5.      | 1 marca   | 1985 | Jasná       | Gigant      | 2:14,02    | +3,22  | Anita Wachter      |
| 14.     | 3 marca   | 1985 | Jasná       | Slalom      | 1:40,47    | +5,55  | Anita Wachter      |

### Puchar Świata

#### Miejsca w klasyfikacji generalnej
- sezon 1985/1986: 19.
- sezon 1986/1987: 45.
- sezon 1987/1988: 32.
- sezon 1988/1989: 34.
- sezon 1989/1990: 20.
- sezon 1990/1991: 62.
- sezon 1991/1992: 26.
- sezon 1992/1993: 8.
- sezon 1993/1994: 17.
- sezon 1994/1995: 3.
- sezon 1995/1996: 28.

#### Miejsca na podium w zawodach
1. Sunshine – 9 marca 1986 (kombinacja) – 3. miejsce
2. Aspen – 5 marca 1988 (zjazd) – 3. miejsce
3. Las Leñas – 8 sierpnia 1989 (zjazd) – 2. miejsce
4. Vemdalen – 20 marca 1993 (gigant) – 3. miejsce
5. Park City – 26 listopada 1994 (gigant) – 1. miejsce
6. Vail – 3 grudnia 1994 (supergigant) – 3. miejsce
7. Vail – 4 grudnia 1994 (gigant) – 1. miejsce
8. Lake Louise – 10 grudnia 1994 (zjazd) – 3. miejsce
9. Lake Louise – 11 grudnia 1994 (supergigant) – 2. miejsce
10. Haus – 7 stycznia 1995 (supergigant) – 3. miejsce
11. Haus – 8 stycznia 1995 (gigant) – 2. miejsce
12. Saalbach-Hinterglemm – 5 marca 1995 (supergigant) – 1. miejsce
13. Val d’Isère – 7 grudnia 1995 (supergigant) – 2. miejsce